# Fritz Eske
Fritz Eske (* 19. Mai 1935 in Ostpreußen; † 21. Juli 1967 in der Eiger-Nordwand) war ein deutscher Kletterer und Bergsteiger.
Er gehörte bis zu seinem Tod am Eiger zu den besten Klettersportlern der Welt. Ihm gelang als erstem Kletterer in Deutschland eine Route im Neunten Sächsischen Grad (UIAA-Skala VIII−).

## Leben
Fritz Eske wurde in Ostpreußen geboren und kam im Zuge der Ostvertreibung nach Meißen. Er war gelernter Schornsteinfeger und später Schornsteinfegermeister. Er wanderte wie viele andere auch 1956 in den westlichen Teil Deutschlands aus. Fritz Eske wohnte und arbeitete erst in Stuttgart und dann in München. Er kletterte in Korsika, im Wilden Kaiser und auch im Oberreintal. Bereits 1957 kehrte er in die DDR zurück. Er wurde wenig später in die Leitung des Deutschen Verbands für Wandern, Bergsteigen und Orientierungslauf der DDR gewählt und war von 1961 bis 1966 Vorsitzender der ZFK Alpinistik (das Fachgremium für Alpinistik in der DDR). Er war Mitglied der Nationalmannschaft Alpinistik der DDR und als solches quasi Berufssportler.
In seiner Jugend wurde Fritz Eske Kreismeister in Turnen. Seine turnerischen Fähigkeiten konnte er auch beim Klettern einsetzen. Im Jahr 1953 durchstieg er als ersten Weg im Solo den Alten Weg auf den Raaber Turm bei Rathen in der Sächsischen Schweiz.
Im Jahr 1965 gelang ihm mit der Erstbegehung der Route Königshangel am Frienstein (Sächsische Skala IXa, UIAA-Skala VIII−) einer der damals schwersten Kletterwege der Welt und die damals schwerste Kletterroute in Deutschland. Die Route wurde erst 17 Jahre nach der Erstbegehung von Bernd Arnold erstmals offiziell wiederholt. 
Im Sommer 1967 konnte Fritz Eske mit einer fünfköpfigen Mannschaft des damaligen Leistungszentrums für Bergsteigen und Alpinistik Dresden eine Bergfahrt in die Westalpen unternehmen. Nach der erfolgreichen Begehung der Matterhorn-Nordwand über die Schmid-Route stieg Fritz Eske mit seinen Kameraden Günter Warmuth, Günter Kalkbrenner, Kurt Richter am 21. Juli in die Eiger-Nordwand ein. In den späten Nachmittagsstunden desselben Tages wurden sie das letzte Mal kurz vor dem Hinterstoisserquergang gesehen, bevor Nebel die Wand einhüllte. Kurz danach muss es zum Absturz der Viererseilschaft gekommen sein. Die Ursachen und Hergang des Unglücks blieben ungeklärt, vermutlich führte Steinschlag zu dem Unglück. Die Leichen von Fritz Eske sowie von Kurt Richter und Günter Warmuth wurden am nächsten Tag unterhalb des Zerschrundenen Pfeilers gefunden und von den Begleitpersonen identifiziert. Günter Kalkbrenner wurde zehn Tage später durch eine tschechische Seilschaft gefunden.
Fritz Eske war verheiratet und hatte eine Tochter, die bei seinem Absturz ein Jahr alt war.

## Bekannte Erstbegehungen
Sächsische Schweiz
- Königshangel am Frienstein (IXa)
- Herbstweg am Freien Turm (VIIIa)

 Böhmische Schweiz
- Dresdner Weg am Kastenturm (VIIIa)

alle Schwierigkeiten in der Sächsischen Skala